# 人民联合阵线
人民联合阵线（羅馬化：Mahajana Eksath Peramuna）是斯里兰卡的一个政党。该党成立于1956年，前身是革命兰卡平等社会党。目前，该党的领袖是前总理迪内什·古纳瓦德纳，他是该党创始人之一菲利普·古纳瓦德纳的儿子。